# Pierre de Forlì
Pierre de Forli (francisation de Pietro di Forli), né à Avignon et mort avant juillet 1559, est un ecclésiastique qui fut évêque d'Apt de 1540 à sa mort.

## Biographie
Pietro nait à Avignon de parents italiens qui étaient venus s'installer dans le comtat Venaissin vraisemblablement originaire de la cité de Forli dont ils prennent le nom. Pierre qui est docteur in utroque jure fait toute sa carrière ecclésiastique en Provence. Dès 1535 il est chanoine du chapitre d'Avignon. Il cumule cette fonction capitulaire avec les prieurés de Notre-Dame de l'Espinouse dans le diocèse de Gap  de Corbières dans le diocèse d'Avignon et la cure de Peyrus dans le diocèse de Sisteron. Il est de plus pourvu en commende dès 1533 de l'abbaye de Sénanque jusqu'à son accession à l'épiscopat et de l'abbaye Saint-Eusèbe de Saignon qu'il échange en 1539 contre l'abbaye de Saint-Tiers de Saon dans le diocèse de Valence. Il accède au siège épiscopal d'Apt lorsque César Trivulce doit y renoncer mais il doit permuter ce bénéfice contre ses abbayes de Sénanque et de Saint-Tiers. Les termes de ce marchandage sont confirmés par le pape Paul III le 8 septembre 1540. Il prête son serment de fidélité au roi Francois Ier le 5 novembre 1541. Son épiscopat qui dure une vingtaine d'années a laissé peu de trace. Il meurt à Avignon mais est inhumé dans une chapelle de la Cathédrale Sainte-Anne d'Apt et son successeur est désigné par le roi Henri II qui est tué lui-même le 10 juillet 1559 date à laquelle Pierre de Forli était lui-même déjà mort.